# Kamen Rider Build New World: Kamen Rider Grease
Série Kamen Rider Build
Kamen Build NEW WORLD: Kamen Rider Cross-Z
Pour plus de détails, voir Fiche technique et Distribution.
Kamen Rider Build New World: Kamen Rider Grease (仮面ライダービルドNew World　仮面ライダーグリス, Kamen Raidā Birudo Nyū Warudo Kamen Raidā Gurisu) est un film japonais de type tokusatsu V-Cinema de Kamen Rider Build et fait suite à Kamen Build NEW WORLD: Kamen Rider Cross-Z.
Le film se concentre sur le personnage de Kazumi Sawatari,, qui fait face à une organisation terroriste qui menace de conquérir le monde.
Le film introduira le Grease Perfect Kingdom,,.

## Fiche technique
- Titre : Kamen Rider Build NEW WORLD: Kamen Rider Grease[7],[2]
- Titre original : 仮面ライダービルドNEW WORLD　仮面ライダーグリス (Kamen Raidā Birudo Nyū Warudo Kamen Raidā Gurisu?)
- Titre alternatif : Masked Rider Build NEW WORLD: Kamen Rider Grease
- Réalisateur : Shojiro Nakazawa[8],[6],[5]
- Créateur : Shōtarō Ishinomori
- Scénario : Shogo Muto[5],[6],[8]
- Musique : Masanori Kobayashi (WAЯROCK)
- Société production : Toei
- Société distribution : Toei
- Pays :  Japon
- Langue : japonais
- Genre : Tokusatsu
- Format image : 1080i HDTV
- Dates de sortie :  Japon : 2 septembre 2019 (projection spéciale au cinéma), 27 novembre 2019 (DVD/Blu-Ray)

## Synopsis
Dans le dernier chapitre de Kamen Rider Build, qui se déroule dans le nouveau monde créé par Sento Kiryu, le député des Nations unies Simon Marcus dirige une organisation terroriste appelée Downfall dans sa quête pour conquérir le monde. Avec l'aide du scientifique Keiji Uraga, qui est son cobaye, ils attaquent les Kamen Riders avec une force écrasante et kidnappent Misora Isurugi. Kazumi Sawatari, aussi connu sous le nom de Kamen Rider Grease, est le seul assez fort pour combattre Downfall. Sento crée un nouvel objet pour Kazumi qui englobe le pouvoir des Trois Corbeaux d'Hokuto, mais au prix de leur vie. La décision finale doit être prise. 

## Personnages originaux

### Downfall
Downfall (ダウンフォール Daunfōru) est une organisation terroriste internationale radicale qui apparaît comme l'antagoniste de Build New World : Kamen Rider Grease. Ses membres sont en fait ceux qui ont été expérimentés par la Nebula Gas et d'anciens membres de l'ancien monde, tous dans le but d'exploiter le Rider System et d'obtenir la domination du monde. Ils piratent les Guardians du Japon et les Hard Guardians pour utiliser les androïdes comme armes.
En utilisant des Metal Bottles (メタルボトル, Metaru Botoru) artificielles, ils peuvent se transformer en des formes de combat de couleur vert olive connues sous le nom de Phantom Crushers (ファントムクラッシャー, Fantomu Kurasshā); les Phantom Crushers sont armés de lanceurs de missiles, de moyens aériens et de la capacité de désactiver les Rider Systems avec leur main droite, qui peut absorber le Nebula Gas du Rider System pour leur faire perdre la capacité de se transformer.
Downfall est la première organisation méchante de la série Kamen Rider où la majorité de ses membres sont représentés par des étrangers non-japonais et qui n'ont pas d'ascendance japonaise. 

#### Keiji Uraga
Keiji Uraga (浦賀啓示, Uraga Keiji) est l'antagoniste principal du film. Il peut se transformer en Kamen Rider Metal Build ()|仮面ライダーメタルビルド|Kamen Raidā Metaru Birudo. Il devient le nouveau chef de l'organisation terroriste Down Fall après avoir tué de sang-froid Simon Marcus.
Comme Yui Mabuchi, il a des traces de brûlures et des souvenirs de l'ancien monde parce qu'il était un sujet de test d'une Lost Fullbottle. Il était à l'origine l'un des scientifiques de Faust qui a étudié le Last Pandora Panel White avec Shinobu Katsuragi et Evolto, mais il est mort à la suite des expérimentations sur les Lost Fullbottles. Il était déterminé à obtenir le Last Pandora Panel White pour dominer le nouveau monde et se venger de l'ancien monde qui ne reconnaissait pas son génie scientifique. Il a trouvé le Phantom Liquid (ファントムリキッド, Fantomu Rikiddo) qui est plus puissant que le Nebula Gas, avant de créer les  Phantom Crushers en utilisant le liquide. Il prend le Build Driver de Shinobu et le Hazard Trigger de Sento pour devenir sa propre version de Build, Kamen Rider Metal Build.
Comme Metal Build, il ressemble au Kamen Rider Build originel sous sa Hazard Form en utilisant une paire de Fullbottles Metal Tank Tank. La différence de Metal Build avec Build est que Metal Build a des yeux de couleur noire. En plus de conserver les capacités de Build Hazard, son utilisation d'une paire de Fullbottle similaire annule les effets secondaires du Hazard Trigger. 
Après avoir été affaibli par Grease Blizzard, Metal Build a absorbé le Last Pandora Panel White et a fusionné avec un Phantom Crusher pour devenir Phantom Build (ファントムビルド, Fantomu Birudo) ; l'équipant de l'armure du Phantom Crusher, qui lui donne une vitesse surhumaine, la capacité de voler, des missiles, et même une copie du Drill Crusher de Build.
Il est vaincu par Kazumi sous la forme Perfect Kingdom de Kamen Rider Grease.
Keiji Uraga est un homme avide de pouvoir et utilisera n'importe quelle méthode pour atteindre ses objectifs, de la même manière que Faust dans le monde précédent. 
Il est très sensible au fait qu'on l'appelle le numéro deux ou qu'il soit inférieur à celui qu'il a affronté, car cela le rendrait fou, même s'il n'a pas montré sa colère de façon éclatante. Lorsqu'il utilisait ses plans, Keiji était calme et prudent, et chaque fois que ses plans fonctionnaient à merveille, il souriait de satisfaction avant d'atteindre ses objectifs finaux. Il est extrêmement arrogant et se moque ouvertement des idéaux de ses ennemis. Il a dit à Misora que les héros ne sont que des fantasmes et se moque même des liens forts de Kazumi avec ses camarades. Cela s'aggrave lorsqu'il fusionne avec le Last Pandora Panel White pour devenir Phantom Build, ainsi qu'une agressivité accrue.
Tout cela s'avère être le défaut fatal de Keiji, qui a été vaincu par Grease Perfect à la fin. Même quand il disparaissait, il ne comprend toujours pas pourquoi il a perdu contre lui. Quand ses plans n'ont pas fonctionné, cependant, il perd son sang-froid jusqu'à un certain point, allant jusqu'à tuer le membre de Down Fall qui lui a apporté le faux Last White Pandora Panel. Keiji Uraga est interprété par Tamiyasu Cho (趙 珉和, Chō Tamiyasu). 

#### Simon Marcus
Simon Marcus (サイモン・マーカス, Saimon Mākasu) est un haut fonctionnaire des Nations unies qui cherche à dominer le monde en secret avec Downfall tout en faisant croire au monde qu'il cherche à maintenir la paix en luttant contre Downfall. Comme d'autres membres de Downfall, il se transforme aussi en Phantom Crusher (ファントムクラッシャー, Fantomu Kurasshā). Il est ensuite abattu par Uraga, qui n'avait plus besoin de lui.  
Simon Marcus, qui partage son nom avec un kick-boxer professionnel, est interprété par Michael Tomioka (マイケル富岡, Maikeru Tomioka).

## Distribution
- Kazumi Sawatari (猿渡 一海, Sawatari Kazumi?): Kouhei Takeda (武田 航平, Takeda Kōhei?)
- Sento Kiryu (桐生 戦兎, Kiryū Sento?): Atsuhiro Inukai (犬飼 貴丈, Inukai Atsuhiro?)
- Ryuga Banjo (万丈 龍我, Banjyō Ryūga?): Eiji Akaso (赤楚 衛二, Akaso Eiji?)
- Misora Isurugi (石動 美空, Isurugi Misora?): Kaho Takada (高田 夏帆, Takada Kaho?)
- Sawa Takigawa (滝川 紗羽, Takigawa Sawa?): Yukari Taki (滝 裕可里, Taki Yukari?)
- Gentoku Himuro (氷室 幻徳, Himuro Gentoku?): Kensei Mikami (水上剣星, Mikami Kensei?)
- Nariaki Utsumi (内海 成彰, Nariaki Utsumi?): Yuki Ochi (越智 友己, Ochi Yūki?)
- Takumi Katsuragi (葛城 巧, Katsuragi Takumi?): Yukiaki Kiyama (木山廉彬, Kiyama Yukiaki?)
- Taizan Himuro (氷室 泰山, Himuro Taizan?): Meikyo Yamada (山田明郷, Yamada Meikyō?)
- Akaba (赤羽?): Eishin (栄信?)
- Aoba (青羽?): Tateto Serizawa (芹澤興人, Serizawa Tateto?)
- Kiba (黄羽?): Takuya Yoshimura (吉村卓也, Yoshimura Takuya?)
- Shinobu Katsuragi (葛城 忍, Katsuragi Shinobu?): Joji Kokubo (小久保丈二, Kokubo Jōji?)
- Massugu Ubukata (生方 直進, Ubukata Massugu?): Yuji Takao (髙尾 勇次, Takao Yūji?)

### Vedettes
- Simon Marcus (サイモン・マーカス, Saimon Mākasu?): Michael Tomioka (マイケル富岡, Maikeru Tomioka?)
- Keiji Uraga (浦賀啓示, Uraga Keiji?): Tamiyasu Cho (趙珉和, Chō Tamiyasu?)
- Johnny (ジョニー?): Arvin Diaz
- Thomas (トーマス?): Hagen
- Bernard (ベルナルド?): Caleb Bryant
- Kevin (ケビン?): Javed Hataminia
- Soldat : Tom Constantine
- Présentateur de télévision: Shiho Matsushima (松島 志歩, Matsushima Shiho?)

## Continuité
Le film se déroule après Kamen Build NEW WORLD: Kamen Rider Cross-Z.

## Musiques
Générique de fin
- Perfect Triumph[11],[12],[13]
  - Artiste :  Masanori Kobayashi (WAЯROCK)